# Black Flag

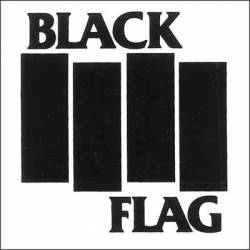
Logo zespołu Black Flag

Black Flag – amerykański zespół grający hardcore punk.

## Historia
Zespół został utworzony w Los Angeles w 1976 roku przez gitarzystę Grega Ginna, wokalistę Keitha Morrisa i perkusistę Davida Horvitza. Początkowo posługiwali się nazwą Panic i grali bez gitarzysty basowego, co miało ogromny wpływ na późniejsze mocne brzmienie zespołu, gdyż Ginn grał na bardzo nisko nastrojonej gitarze. Trochę później na próbach zespół wspomagali jako basiści: brat Ginna Raymond Pettibon (właśc. Raymond Ginn), albo Spot – który został później producentem muzycznym.
W końcu na jednej z prób zjawili się: basista Chuck Dukowski i perkusista Brian Migdol, którym zespół Ginna i Morrisa bardzo przypadł do gustu i obaj postanowili przyłączyć się do nich. Panic w składzie: Morris, Ginn, Dukowski i Midgol zagrał swój pierwszy występ w grudniu 1977 w Redondo Beach w Kalifornii. Później okazało się, że istnieje już zespół o tej samej nazwie, więc aby uniknąć nieporozumień muzycy zmienili ją w 1978 roku na Black Flag. W tym czasie Midgola na perkusji zastąpił ROBO.
Już z nową nazwą zadebiutowali 27 stycznia 1979 również w Redondo Beach. To był występ na którym po raz pierwszy zobaczył ich Dez Cadena.
Nowa nazwa została podsunięta przez Raymonda Pettibona, który również zaprojektował logo dla zespołu: cztery czarne prostokąty. Muzycy malowali je po całym Los Angeles, zyskując sobie w ten sposób rozgłos i fanów, ale i tym samym narazili się władzom i policji. Pettibon tworzył później dla zespołu okładki na płyty i single.
W tym czasie w południowej Kalifornii było niewiele okazji, na których zespoły punkrockowe mogły zaprezentować się publicznie. Black Flag sami organizowali sobie koncerty dogadując się z właścicielami klubów. Sami również kolportowali ulotki informacyjne o nich (Dukowski później wspominał, że sam chodził z min. 500 ulotkami).
Chociaż Ginn był liderem zespołu, to duży wkład w Black Flag miał Dukowski. Ginn pomimo tego, że narzucał dyscyplinę – był człowiekiem spokojnego usposobienia, natomiast żywiołowy i błyskotliwy Dukowski robił często za rzecznika Black Flag w kontakcie z mediami.
Po odejściu Morrisa (utworzył wkrótce zespół Circle Jerks), wokalistą został Chavo Pederast (właśc. Ron Reyes), który był ich fanem. Śpiewał w zespole kilka miesięcy i został zastąpiony przez innego fana – wspomnianego już wcześniej Deza Cadenę. Po dołączeniu Cadeny do Black Flag zwiększyła się aktywność koncertowa zespołu (przed koncertem w Civic Auditorium w Santa Monica sprzedano 3500 biletów – nigdy więcej taka sytuacja się nie powtórzyła). W pierwszej połowie 1981 roku Cadena zaczął mieć problemy ze strunami głosowymi. Poważnie je nadwerężył podczas tras koncertowych i musiał przerwać śpiewanie.
W tym czasie dwudziestoletni fan Black Flag Henry Rollins mieszkał w Waszyngtonie (był wokalistą grupy State of Alert). Korespondował już wcześniej z zespołem i spotkał ich na koncercie w Nowym Jorku, kiedy oni grali trasę po wschodnim wybrzeżu. Po improwizowanym występie w barze, na którym wraz z Black Flag wykonał utwór Clocked In dostał propozycję stałej współpracy. Zgodził się za namową Iana MacKaye’a (wokalisty Minor Threat). Dez Cadena po tym fakcie przerzucił się na gitarę i obok Grega Ginna stał się drugim gitarzystą w zespole.
Rollins był najdłużej wokalistą Black Flag. Kiedy dołączył do nich wniósł świeżość i optymizm. Umięśniony i wytatuowany skupiał uwagę na sobie. Śpiewał bardzo dynamicznie i zasłynął z powodu częstych walk na pięści z kimś z widowni podczas koncertów. Z nim zespół nagrał swój debiutancki album Damaged wydany przez stworzoną wcześniej przez Grega Ginna firmę SST Records. Po nagraniu płyty Cadena opuścił Black Flag i utworzył zespół DC3 (jeszcze na moment pojawił się w zespole w 1983 roku).
Pod koniec 1981 roku Black Flag razem z Minutemen wyruszyli w trasę po Europie. Publiczność przyjmowała ich dobrze, choć zdarzały się incydenty na koncertach z agresywnymi skinheadami. Podczas tej trasy na jednym z koncertów spotkali się z zespołem Richarda Hella. W Wielkiej Brytanii ROBO został zatrzymany w związku z problemem z wizą. Już nie powrócił do zespołu. Został zastąpiony przez Billa Stevensona (z zespołu Descendents). W 1982 roku ukazał się dwupłytowy album składankowy Everything Went Black, zawierający nagrania z lat 1978-1981 (m.in. z singli jak również wczesne wersje utworów, które później trafiły na Damaged).
Pod koniec 1983 roku z grania w Black Flag zrezygnował Dukowski. Ginn twierdzi, że lubił Dukowskiego i nigdy nic do niego nie miał, ale w jego grze było brak postępu. Dukowski po zaprzestaniu grania został ich tour menedżerem. Na jego miejsce do zespołu dołączyła Kira Roessler, ale zanim tak się stało to w niektórych nagraniach zespołu partie basowe zagrał Ginn (utwory z płyty My War). Roessler do swojej gry podchodziła bardzo ambitnie i była chyba najlepszym basistą jaki przytrafił się zespołowi od samego początku. Z Roessler w składzie Black Flag zaczął eksperymentować z muzyką, czasami narażając się na ostrą krytykę dziennikarzy, a nawet i fanów.
W 1984 Black Flag nagrał i wydał cztery albumy – w tym trzy studyjne: My War, Family Man i Slip It In. Płyty Slip It In i My War tuż po wydaniu zostały skrytykowane w prasie i zebrały negatywne recenzje. Jednakże kilka lat później, na fali rozwoju grunge'u My War zostało uznane za album, który miał ogromny wpływ na artystów z tego kręgu. W ciągu całego 1984 roku zespół zagrał 178 koncertów. Jeden z nich, który odbył się 26 sierpnia w klubie „The Stone” w San Francisco został nagrany i wydany na płycie pt. Live ’84.
W maju 1985 Stevensona zastąpił Anthony Martinez, ale jeszcze ze Stevensonem zespół nagrał dwie studyjne płyty: Loose Nut i In My Head. Obie ukazały się w 1985. W styczniu 1986 z zespołu wyrzucono Kirę Roessler. Brak Roessler i Stevensona (zastąpili ich C'el Revuelta i Martinez) odbił się mocno na jakości koncertów, które wypadały słabo.
Black Flag zagrał swój ostatni koncert 27 czerwca 1986 roku w Detroit. Ginn miał już dosyć zespołu, który przynosił same straty, obaj z Rollinsem żyli na granicy ubóstwa. Jak to opisuje w swoich wspomnieniach Rollins: Ginn po prostu zadzwonił do niego i powiedział, że odchodzi.
Po rozpadzie Black Flag Rollins zajął się swoją karierą solową. Ginn udzielał się w zespołach: Gone, October Faction i Radio Screw.
We wrześniu 2003 Black Flag zagrał trzy koncerty: dwa w Hollywood Palladium i jeden w Bar Alex w Long Beach. Zespół wystąpił w składzie Dez Cadena – wokal, Greg Ginn – gitara, ROBO – perkusja i C'el Revuelta – bas. Na tych koncertach towarzyszył im słynny skater Mike Vallely, który śpiewał piosenki z płyty My War.
W 2005 roku piosenka Black Flag Rise Above została użyta w grze wideo Tony Hawk’s American Wasteland.
Wytwórnia płytowa SST Records założona przez Ginna w celu wydania pierwszego singla Black Flag przetrwała jeszcze dość długo i w latach 80. wydawała albumy m.in.: Bad Brains, Hüsker Dü, Meat Puppets, a także Soundgarden i Sonic Youth.

## Muzycy
- Keith Morris – wokal (1976-1979)
- Greg Ginn – gitara (1976-1986)
- Raymond Pettibon – gitara basowa (1976)
- David Horvitz – perkusja (1976)
- Spot – gitara basowa (1976)
- Chuck Dukowski – gitara basowa (1976-1983)
- Brian Migdol – perkusja (1976-1979)
- Robo – perkusja (1979-1981)
- Chavo Pederast – wokal (1979-1980)
- Dez Cadena – wokal, później gitara (1980-1981, 1983)
- Henry Rollins – wokal (1981–1986)
- Emil Johnson – perkusja (1982)
- Bill Stevenson – perkusja (1981-1982, 1982-1985)
- Kira Roessler – gitara basowa (1983-1986)
- Anthony Martinez – perkusja (1985-1986)
- C’el Revuelta – gitara basowa (1986)

## Dyskografia

### Single
- Nervous Breakdown, (SST Records 1978)
- Jealous Again, (SST Records 1980)
- Six Pack, (SST Records 1981)
- TV Party, (SST Records 1982)'

### Albumy
- Damaged, (SST Records 1981)
- Everything Went Black, (SST Records 1982)
- The First Four Years, (SST Records 1983)
- My War, (SST Records 1984)
- Family Man, (SST Records 1984)
- Slip It In, (SST Records 1984)
- Live ’84, (SST Records 1984)
- Loose Nut, (SST Records 1985)
- In My Head, (SST Records 1985)
- Who’s Got the 10½?, (SST Records 1986)
- Wasted…Again, (SST Records 1987)

Składanki:
- The Decline of Western Civilization Soundtrack, (Slash Records 1981) – płyta zawiera nagrania zespołów m.in. X, Fear, Circle Jerks, The Germs, Alice Bag Band i Catholic Discipline.